# Orgyia mixta
Orgyia mixta är en fjärilsart som beskrevs av Pieter Cornelius Tobias Snellen 1872. Orgyia mixta ingår i släktet fjädertofsspinnare, och familjen tofsspinnare. Inga underarter finns listade i Catalogue of Life.